# خرطوم (تشريح)

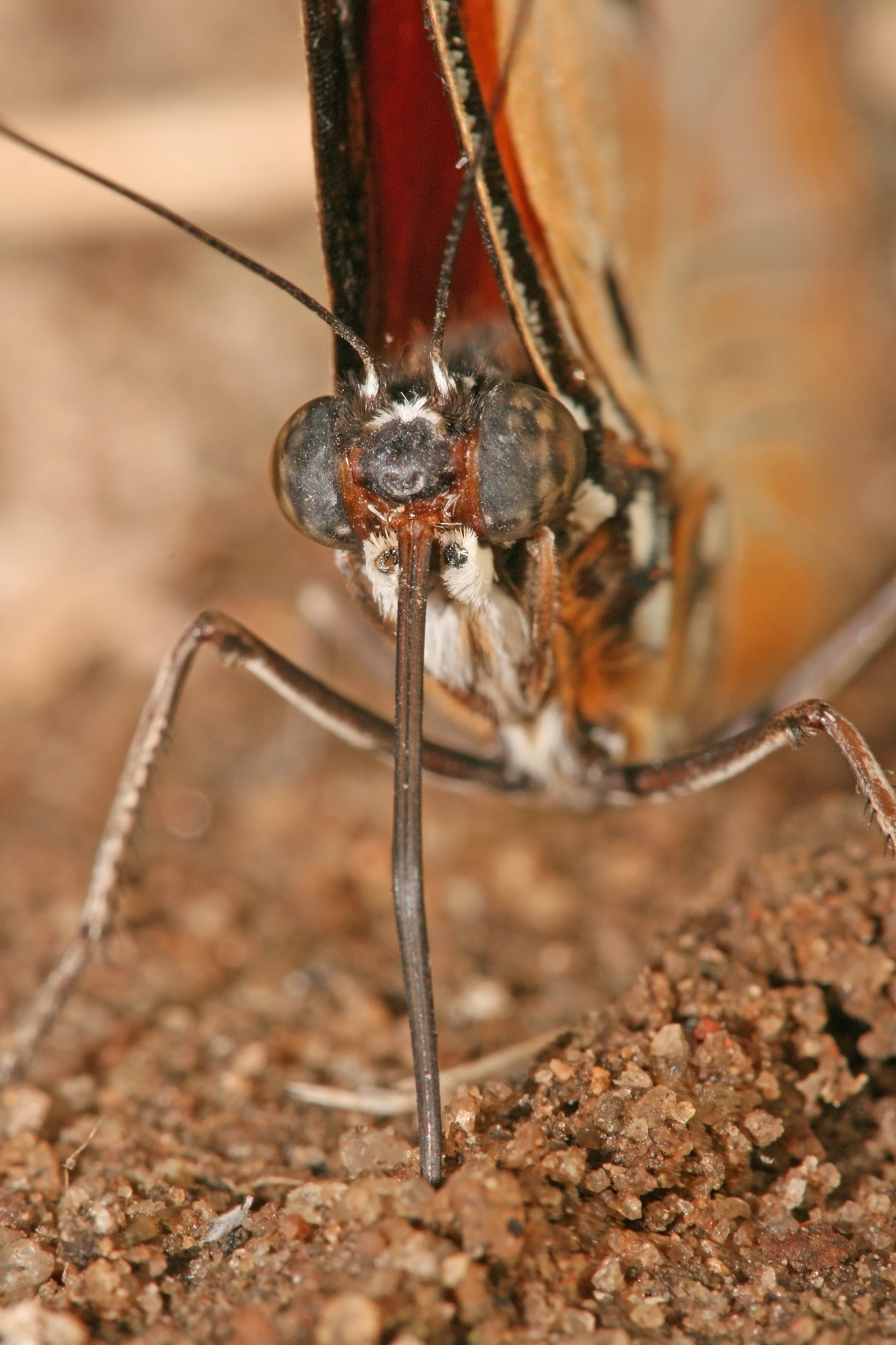
فراشة تملك قرني استشعار وخرطوم واحد.

الخرطوم (والجمع خراطيم،) هو عضو زائد ممدود وطويل نسبياً، ويرتبط عادة مع الفم في الحيوانات سواءً الفقاريات واللافقاريات. في اللافقاريات، المصطلح عادةً ما يشير إلى أنبوبة الفم المستخدمة في التغذية والمص. في الفقاريات، الخرطوم هو العضو الممدود محل الأنف.

## اللافقاريات
تستخدم اللافقاريات التي تملك خراطيم عادةً في المص والتغذية، مثل الفراشات والعثث في الحشرات، أو في الديدان مثل شائكات الرؤوس والديدان الخرطومية، أو في الرخويات.

## الفقاريات

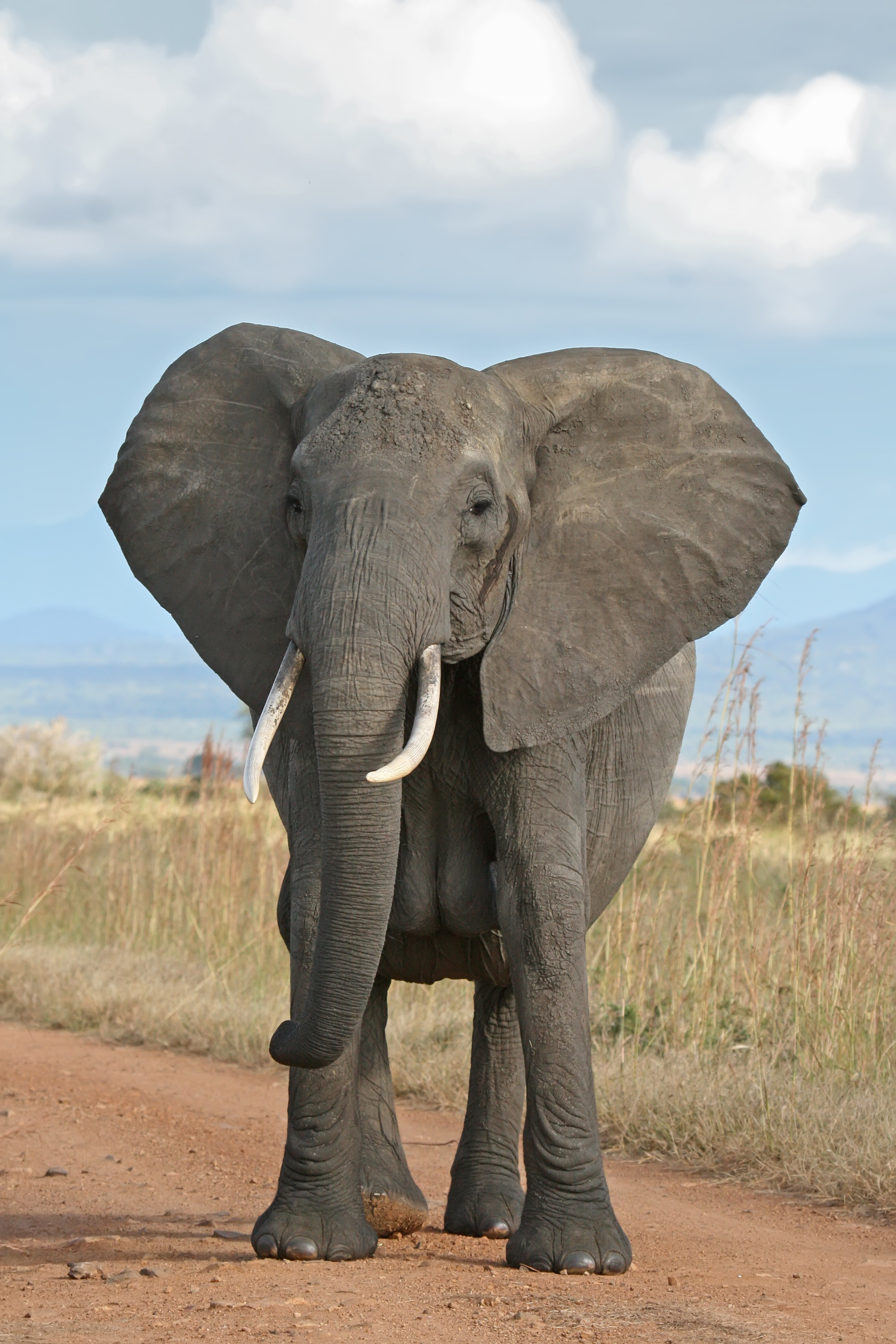
الفيل وكما يبدو الخرطوم مُتدلياً.

تملك العديد من الفقاريات خراطيم في تشريحها، يُعتبر أشهرها الأفيال وآكلات النمل. وهو بمثابة الأنف لدى بعضها وبمثابة الفم لدى بعضها الآخر. في الإنسان في حالات نادرة جداً يتكون له خرطوم بسبب تشوه خلقي يُسمى خرطمة [الإنجليزية].
فيما يلي أنواع الفقاريات التي تملك خراطيم:
- خنزير الأرض
- آكلات النمل
- جميع أنواع فصيلة الفيل.
- جميع أنواع زبابيات الفيل
- سولينودون هسبانيولي
- آكل النمل الشوكي
- فيل البحر
- leptictidium  [لغات أخرى]‏ (منقرض)
- Macrauchenia (منقرض)
- موريثيريوم (منقرض)
- Palorchestes (منقرض)
- نمبات
- قرد الململة
- سايغا
- تابيرات